# ホテル・エルファロ
ホテル・エルファロ（英: HOTEL ELFARO）は、宮城県牡鹿郡女川町にあるホテル。

## 概要
同ホテルの創設は、東日本大震災で被害を受けた旅館経営者が2012年10月に清水町に共同で宿泊施設「女川トレーラーハウス宿泊村EL faro（エルファロ）」を立ち上げた事に起因。ホテルから民宿まで、女川町にはかつて50以上の宿泊施設があったが、同震災の津波でそのほとんどが失われた。最終的に残った4つの事業者が現在のホテルにおける共同事業体を構成。復興に向けた女川町での宿泊施設不足の解消、その先の観光の再生に向けた段階的な運用が出来るよう、国産トレーラーハウスを使った宿泊施設としてスタート。町おこしだけでなく復興にあたり他の市に宿を取って同町に通っていた工事関係者やボランティアの人にとっても、大きな宿泊施設が同町に誕生したのは意義深い事となった。
2017年夏にはトレーラーハウスを女川駅近くに移動させて現在の「ホテル・エルファロ」と改名してリニューアルオープン。エルファロはスペイン語で「灯台」を意味し、外国人観光客向けに英語版の公式サイトもある。

## 主な施設
客室
- スタンダードルーム
- ロフト付きルーム

パルケ
- フロント
- 食堂棟
- 事務所

レンガ広場
- 駐車場18台 (車椅子用2台)

## アクセス
- 女川駅から徒歩で数分
- 石巻・女川ICから車で約30分

## 周辺
- 女川温泉ゆぽっぽ
- シーパルピア女川
- 女川町総合運動公園：桜の名所
- コバルトライン
  - 大六天展望台：太平洋の眺望
- 金華山：奥州三霊場
- 女川湾